# Luci Cassi Longí (tribú 104 aC)
Luci Cassi Longí (en llatí Lucius Cassius Longinus) va ser un magistrat romà. Era fill de Lucius Cassius Q. F. L. N. Longinus Ravilla. Formava part de la gens Càssia i era de la família dels Cassi Longí.
Va ser tribú de la plebs l'any 104 aC, i es va oposar al partit aristocràtic o dels optimats. Va proposar diverses lleis que minaven el seu poder entre elles una que prohibia ser senador a aquells que havien estat condemnats o que havien estats privats del comandament, llei especialment dirigida contra el seu enemic personal Quint Servili Cepió que havia estat privat del comandament per la seva derrota contra els cimbres.